# Cobija (Bolivia)
Cobija es una ciudad y municipio de la Amazonía boliviana, capital y ciudad más poblada del departamento de Pando ubicado en la provincia Nicolás Suárez. La ciudad se encuentra ubicada a las orillas del río Acre, en frontera con la República Federativa de Brasil además de ser la única aglomeración urbana de este departamento. 
Cuenta con una población de unos 65 000 habitantes. Se encuentra a una altitud de 228 m s. n. m., tiene un clima tropical y lluvioso, y es la capital departamental menos poblada del país.

## Toponimia
Cobija, en honor al anterior puerto boliviano de Cobija, perdido en la guerra del Pacífico.

## Historia

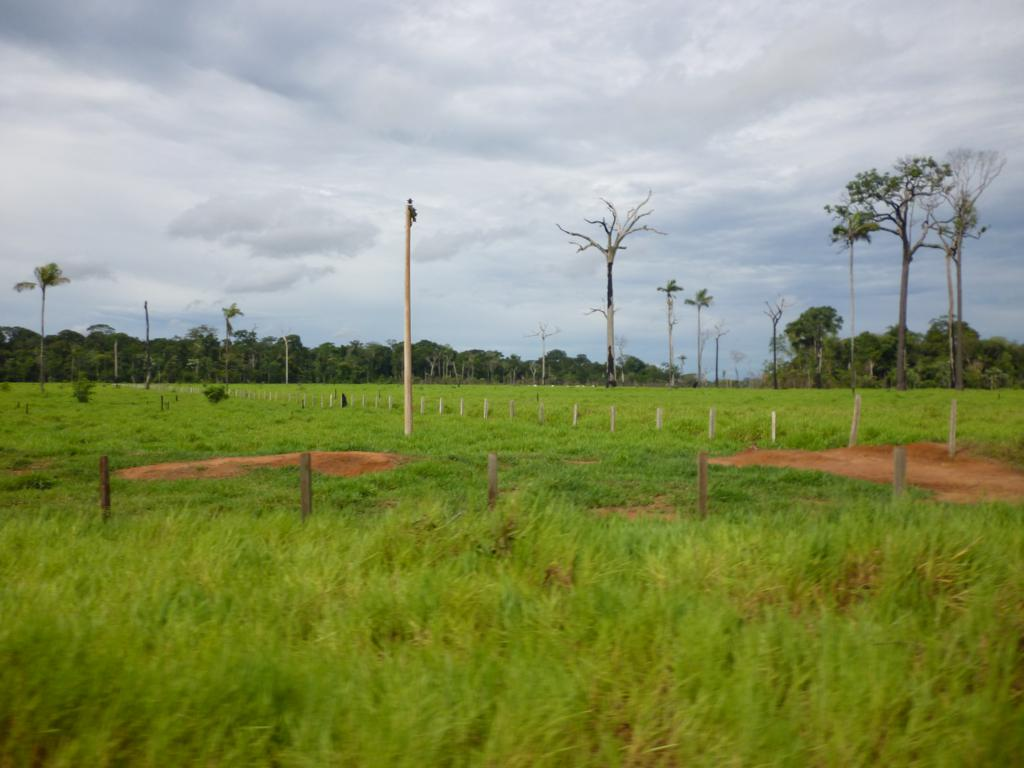
Vista del paisaje desde la carretera entre Riberalta y Cobija, servido por un bus diario

### Fundación
A fines del siglo XIX, por el año 1896, los hermanos bolivianos Luciano y Santos Adriázola, fueron los pioneros que descubrieron aquel lugar enclavado en el margen derecho del río Acre; y, con la decisión de fundar un asentamiento, lo bautizaron como “Bahía”, fungiendo como una barraca o establecimiento y puesto de explotación gomera, mismos fueron víctimados por las flechas de los indios caripunas. Entonces, aquel centro gomero pasó a mano de Carlos Saravia e hijos. 
El 8 de septiembre de 1898, el explorador y empresario portachueleño Nicolás Suárez Callaú, llegó a la barraca de los Saravia, Bahía, y lo adquirió, convirtiéndolo en un importante puerto amazónico con vinculación hasta Manaos y el Atlántico. La Casa Suárez con ingenieros europeos, empezó a trazar planos para una pequeña ciudadela y construir edificaciones, en lo que desde entonces sería conocido también como “Puerto Bahía” o la “Barraca Bahía”. Bahía empezó a ser un puerto importante por la explotación de la goma, que pronto se le daría el sobrenombre de 'A Pérola do Acre' o 'La Perla del Acre' y a Nicolás Suárez se lo conocería como 'el Magnate del Caucho'.

### Territorio Nacional de Colonias y la guerra del Acre
En 1899 empezó una serie de conflictos limítrofes entre Bolivia y Brasil por el territorio del Acre, al norte de la actual Cobija.
En 1900 se creó la división administrativa Territorio Nacional de Colonias, estando a cargo de este el Delegado Nacional dependiente del Ministerio de Colonias, el objetivo principal de esta división administrativa era la exploración, el establecimiento de colonias y la apertura de caminos.

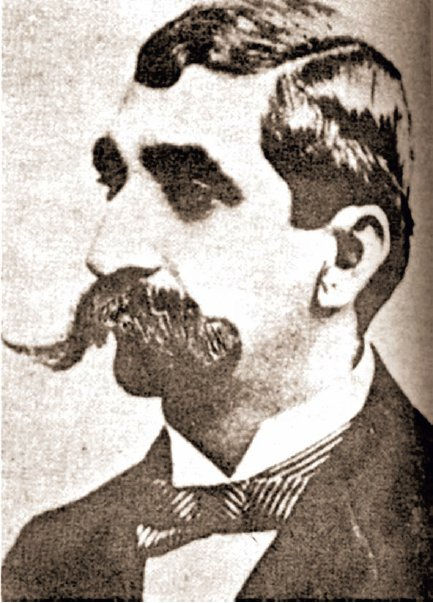
Retrato del explorador y empresario don Nicolás Suárez Callaú, magnate del caucho y héroe de la batalla de Bahía.

Con el aún presente conflicto con el Brasil, que se denominó la guerra del Acre, el 11 de octubre de 1902 se tuvo como escenario a Puerto Bahía, en la llamada batalla de Bahía. Esta batalla tuvo como protagonista al cruceño Nicolás Suárez con la fuerza boliviana de la Columna Porvenir conformada por 180 soldados-siringueros cruceños, benianos e indígenas como los araonas o los tacanas. La estrategia militar de Suárez resultó con la victoria boliviana ante el ejército brasileño de 600 hombres, obstaculizando su objetivo de avanzar hacia Riberalta.
Por la importante victoria en la batalla de Bahía, al mando del  patriota boliviano Nicolás Suárez, sería conocido como el héroe o mariscal del Acre, pero no se lo otorgaron dichos títulos.

### Refundación y cambio de nombre
En 1906, el Delegado Nacional del Territorio de Colonias y expresidente José Manuel Pando mandó al teniente coronel Enrique Fernández Cornejo a ratificar el nombre de Bahía el 9 de febrero, suceso que fue tomado como refundación. Fue así que se formalizó su creación como una ciudad administrativa dentro del Territorio Nacional de Colonias para el funcionamiento de la Aduana Nacional. En 1907 fue designado el diplomático Adolfo Ballivián Grimwood como Delegado Nacional, que empezó a ejecutar ciertas obras públicas en Puerto Bahía con el plan de establecer un nuevo puesto aduanero sobre el río Acre.
En 1908, el ministro de Colonización y Agricultura de Bolivia, Manuel Vicente Ballivián, cambió el nombre de Bahía a “Cobija” de manera arbitraria. Los argumentos para el cambio de nombre fueron la confusión con el estado brasileño de Bahía, al igual que hacía honor al anterior puerto boliviano de Cobija, perdido en la guerra del Pacífico. Posteriormente la negativa hacia Ballivian y hacia Pando –por su gobierno– fue creciendo, esto por la "pérdida" del Acre en 1909 por parte del Perú.

### Fiebre del caucho
Su estratégica ubicación contribuyó a una rápida consolidación urbana. El año 1915 el delegado Carlos Gutiérrez, dispuso que la capital del Territorio de Colonias fuese definitivamente la ciudad de Cobija, por el vertiginoso progreso que había alcanzado, desplazando a Porvenir como capital. Para entonces, Cobija albergaba a una numerosa colonia de extranjeros llegados de lejanos lugares que habían venido atraídos por la fiebre del “oro verde” (la siringa o Fiebre del Caucho).
La ciudad se vio llena de comerciantes, buscadores de fortuna y aventureros tratando de entenderse en sus respectivos idiomas, para obtener un lucrativo negocio que les permitiera llenarse los bolsillos de algunos miles de libras esterlinas oro, moneda de uso común en esos años. Se contaba con varios consulados, como el brasileño, el peruano, el italiano y el francés.

### SigloXX
Probablemente, la primera época o periodo de la historia de Cobija, la que transcurrió entre su fundación y los años 30 del siglo XX, fue la mejor de su vida institucional. Existían en la pequeña y floreciente ciudad todos los adelantos de la técnica de la época y las libras esterlinas corrían en una ronda de riqueza que parecía que nunca iba a terminar. Se contaba con un excelente sistema de alumbrado público con un generador movido con una gran caldera de vapor; el agua potable por cañería era una realidad en 1912 y se la recogía de las vertientes superiores de la ciudad, lo que garantizaba su pureza y potabilidad; hacia 1920 la Delegación instaló una pequeña red de teléfonos a magneto; se estaba analizando proveer de un moderno servicio de correos sobre la base de la utilización de aviones (en diciembre de 1926 se realizó un vuelo de prueba con el hidroavión “Cnel. Salazar” que salió de Riberalta con destino a Puerto Maldonado, haciendo una escala en la barraca El Sena).
Las grandes embarcaciones llamadas “chatas” que venían a recoger la goma para llevarla después en barcos hasta los siempre ávidos e insaciables mercados de Europa, traían la más fina mercadería y productos lujosos para las barracas caucheras y para los habitantes y empleados de la Delegación. Entre estas grandes “chatas”, sobresalían por su capacidad de carga y pasajeros la “Tuchao” y la “Itacuatira”.
Según los censos realizados por la Delegación del Territorio Nacional de Colonias, en 1917 había en Cobija poco más de 1700 habitantes que representaban a más de veinte nacionalidades de todos los continentes, y en 1925 unos 3.000 habitantes.
En este periodo dorado, la ciudad de Cobija ganó el calificativo de “Perla del Acre”. Años después, se le honraría con el título de “Centinela de la Nacionalidad”.
José Salmón Ballivián en su obra “Por tierras calientes” decía de Cobija en 1929:
“Tiene un aspecto peculiar, sui géneris que no es boliviano, es decir, no es colla, ni beniano, ni cruceño. Tampoco es una ciudad brasileña ni tiene parecido a ninguna otra fuera del aire señorial que caracteriza a todas las poblaciones tropicales, adornada por nobles y aristocráticas palmeras.”
Cuando los árboles de goma en Malasia comenzaron a producir el látex, el imperio del caucho se desmoronó en América del Sur en forma irremediable. Las semillas sacadas de contrabando y aclimatadas exitosamente en Malasia el año 1876, a miles de kilómetros de su lugar de origen, originaron el fin del auge, que duró treinta años en el Territorio de Colonias y poco más de veinte en Cobija. Las barcazas que llegaban de Europa trayendo finas mercaderías y anclaban en el puerto de Cobija durante semanas dejaron de venir. Los grandes comerciantes se marcharon de la ciudad, buscando un mejor futuro en otras latitudes. El lujoso casino, que atraía a jugadores de diversos lugares, especialmente a los grandes potentados brasileños de la goma, cuya riqueza era tan portentosa como la de Nicolás Suárez Callaú, tuvo que cerrar sus puertas.
Nunca más se realizaron las suntuosas fiestas y banquetes en el “Chalet Yotala”, sede de la Delegación del Territorio de Colonias, donde el delegado ofrecía espléndidas recepciones a la sociedad cobijeña en los aniversarios patrios y a las delegaciones internacionales que llegaban a Cobija.

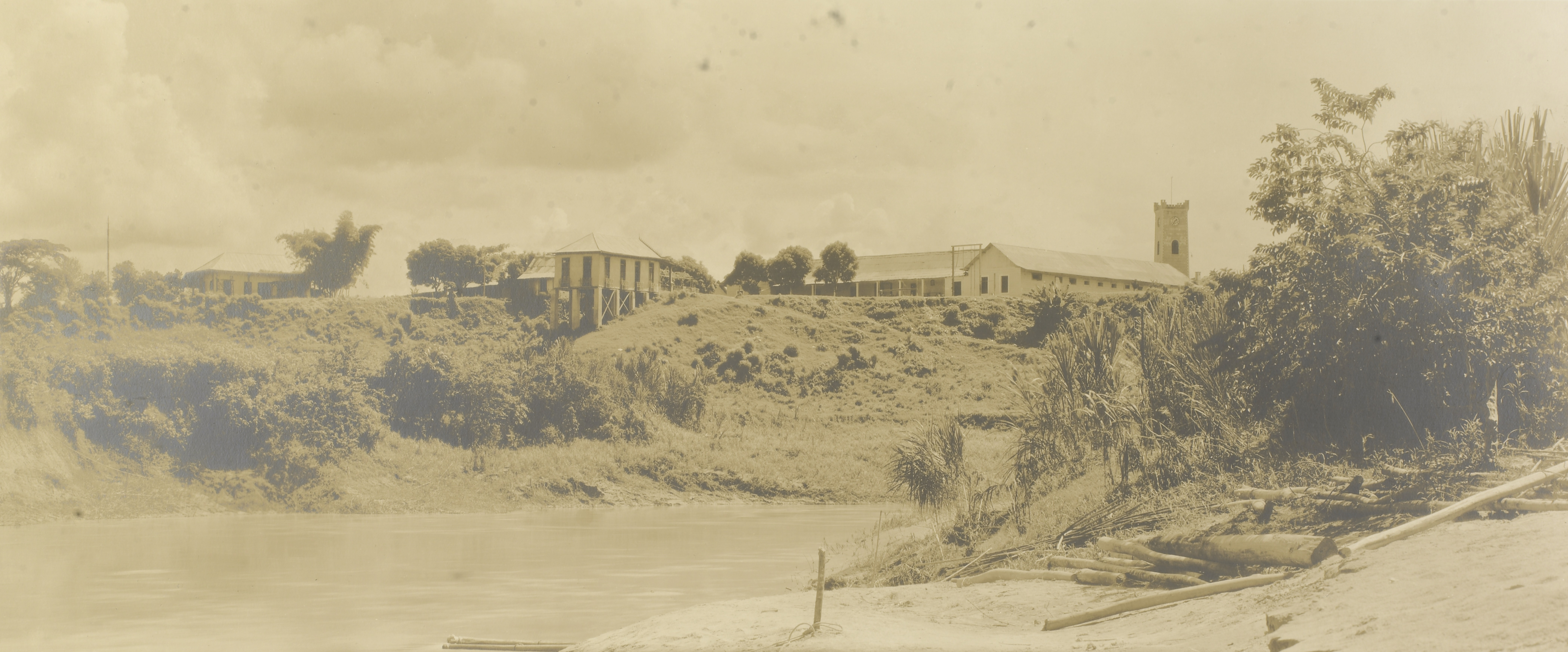
Cobija, 1930.

El 24 de septiembre de 1938, el presidente Germán Busch Becerra creó por ley el departamento de Pando y disponía que la capital del nuevo departamento fuera la localidad de Puerto Rico, a casi 200 kilómetros de Cobija.
En 1939, por Decreto Supremo del 15 de mayo y, legalizada posteriormente, por Ley de la República de 29 de septiembre de 1945 en el gobierno del presidente Gualberto Villarroel, se trasladó la capital departamental a esta ciudad de Cobija, en la que textualmente dice:
“Teniente Coronel Gualberto Villarroel Presidente Constitucional de la República: Por cuanto la H. Convención Nacional ha sancionado la siguiente Ley: La HONORABLE CONVENCIÓN NACIONAL DECRETA: Declàrase capital del departamento Pando la ciudad de Cobija, derogándose toda disposición contraria”.
Desde Cobija partió una marcha de la juventud a la guerra del Chaco a miles de kilómetros de su apacible ciudad. “Héroes de la Distancia” es el calificativo con que el que se los conoce en la historia a esos jóvenes que acudieron entusiastas y en forma voluntaria al teatro de operaciones, sin ser convocados. Este periodo, considerado el más oscuro de Cobija, duró hasta, aproximadamente, mediados de la década del setenta.
Al año 1977, un joven militar llamado Alberto Sáenz Klinsky, que ocupó el cargo de prefecto y presidente del Consejo Regional del Noroeste, simultáneamente, dio inicio a una meritoria actividad que redundó en beneficio del departamento y de Cobija. Se ampliaron las principales calles y se las enladrilló; se construyeron algunos edificios públicos como el de CORDENO que después pasaría a ser la ex–CORDEPANDO y el Palacio de Justicia departamental; se construyó el Puente Internacional que une a Cobija con la población brasileña de Epitaciolândia, y se amplió la catedral, entre otros trabajos realizados en la ciudad.
Lo único que unía la ciudad con el país, en esos años, eran los vuelos del Lloyd Aéreo Boliviano (LAB), que se mantuvieron sin variación alguna. Cobija sostuvo una relación duradera con la aerolínea estatal (en esa época) y aunque nadie puede indicar con exactitud en qué año comenzaron sus vuelos, se puede asegurar que el LAB operó en la ciudad por más de setenta años.[cita requerida]

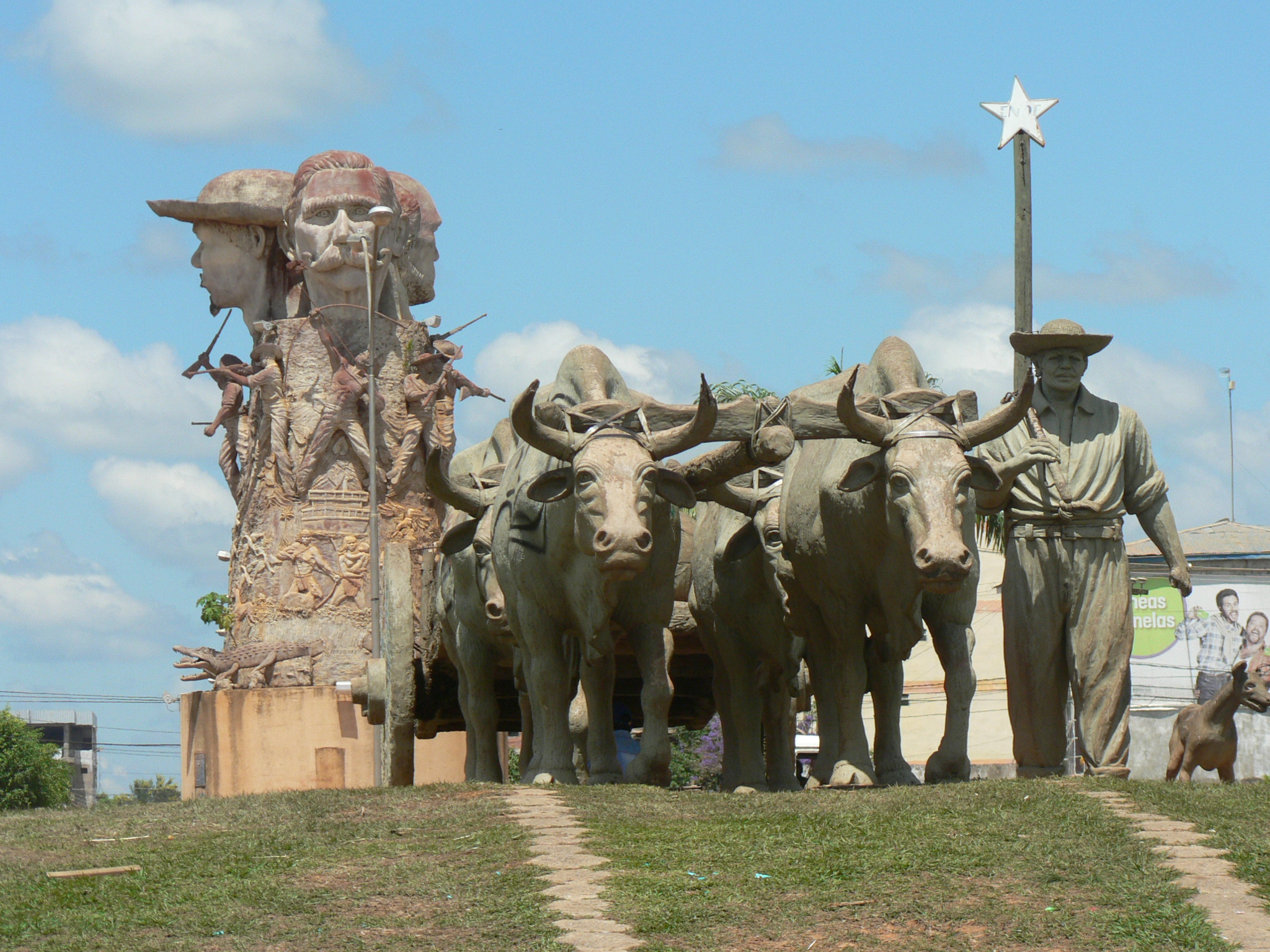
Vista de los monumentos El Carretón y la Columna Porvenir

En la segunda mitad década de los ochenta del pasado siglo, se advierte ya en Cobija un prometedor aumento de las actividades económicas, coincidente con una etapa de bonanza económica en la vecina República del Brasil y con el inicio de la extracción del oro aluvional de los ríos del departamento, que produjo más de cien toneladas de oro en unos diez años de trabajo.
Esa actividad, aunque no generó ganancias directas para Cobija, logró que se empezara a mover la economía a través de los negocios y la provisión de víveres y lubricantes para las grandes barcazas extractoras de oro y la numerosa gente que trabajaba en ella.
Por los años 90 en la ciudad de Cobija comenzaron a realizarse numerosos proyectos como la ampliación de las calles y avenidas, cambiando el tradicional ladrillo por losetas. Los servicios básicos se modificaron sustancialmente para poder aumentar su capacidad. Antes de esto, en Cobija se daba energía eléctrica a la población solo por horas, de las 7 a 22 horas de la noche. Hoy existe energía eléctrica las 24 horas del día y se cuenta con un sistema de alumbrado público, sistema televisivo por TV-cable, telecomunicaciones digitales, telefonía celular, internet, hospital, clínicas particulares, bancos, la Universidad Amazónica de Pando, un nuevo aeropuerto en 1999, con capacidad de recibir grandes aeronaves de reacción que, en cuestión de una hora, llegan a Cobija desde La Paz y otras ciudades del país.

### Actualidad
En la actualidad, Cobija es una de las ciudades más importantes de la Amazonía boliviana, debido a su ubicación estratégica fronteriza en el extremo norte del país.
En febrero de 2024, algunos barrios de Cobija sufrieron inundaciones por el desborde del río Acre, lo que causó que las autoridades municipales ordenen evacuar las zonas. Así mismo, se declaró alerta roja en el municipio y 120 familias fueron trasladadas a cinco albergues habilitados.

## Gastronomía

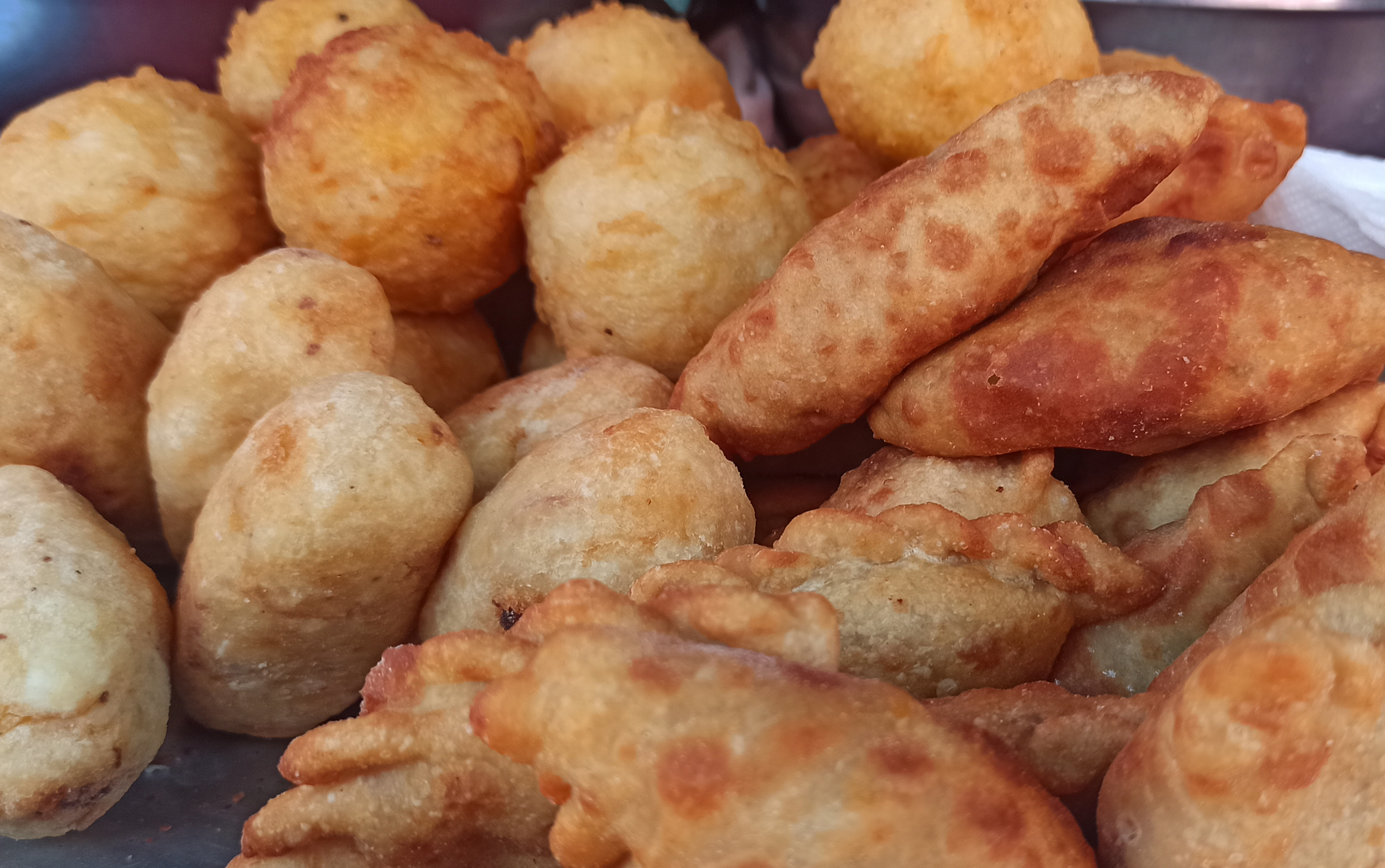
Empanadas y rellenos que se venden en el mercado de Cobija

La gastronomía en Cobija es bastante amplia a pesar de que tiene similitudes con la gastronomía de otros departamentos como el Beni o Santa Cruz. 
Entre los platos típicos de la región se incluye: El quepi crudo, el majao o (majadito) ya sea con arroz graneado (seco) o aguachento (aguado), la farofa, la empanada o pan de arroz, el cuñapé, el masaco de yuca o de plátano, el locro de gallina (tradicionalmente criolla), el locro carretero, la chicha de maíz o de yuca, el guiso de gallina, el sudado de surubí, surubí al horno, escabeche de chancho, la patazca, el pique macho, el pescado frito, el charuto, caldo de peta, ensalada de palmito, gelatina de pata, entre otros.

## Demografía
De acuerdo con el censo boliviano de 2024, la población del municipio de Cobija es de 54 386 habitantes.
La población del municipio se quintuplicó entre 1992 y 2024:
| Año  | Habitantes (municipio) | Habitantes (ciudad) | Fuente                  |
| ---- | ---------------------- | ------------------- | ----------------------- |
| 1950 | -                      | 1 726               | Censo boliviano de 1950 |
| 1976 | -                      | 3 636               | Censo boliviano de 1976 |
| 1992 | 11 375                 | 10 001              | Censo boliviano de 1992 |
| 2001 | 22 324                 | 20 820              | Censo boliviano de 2001 |
| 2012 | 46 267                 | 42 849              | Censo boliviano de 2012 |
| 2024 | 54 386                 |                     | Censo boliviano de 2024 |

## Gobierno municipal

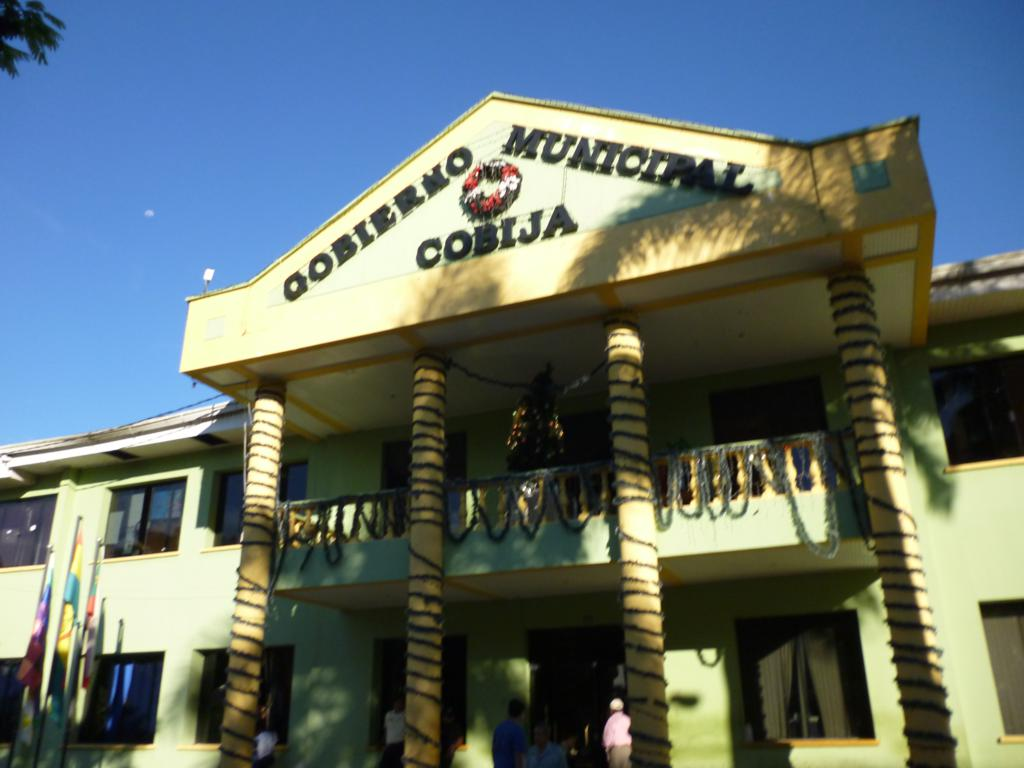
La municipalidad de Cobija.

Cobija es una Entidad Territorial Autónoma gobernada, con recursos y competencias propias, por el Gobierno Autónomo Municipal de Cobija. 

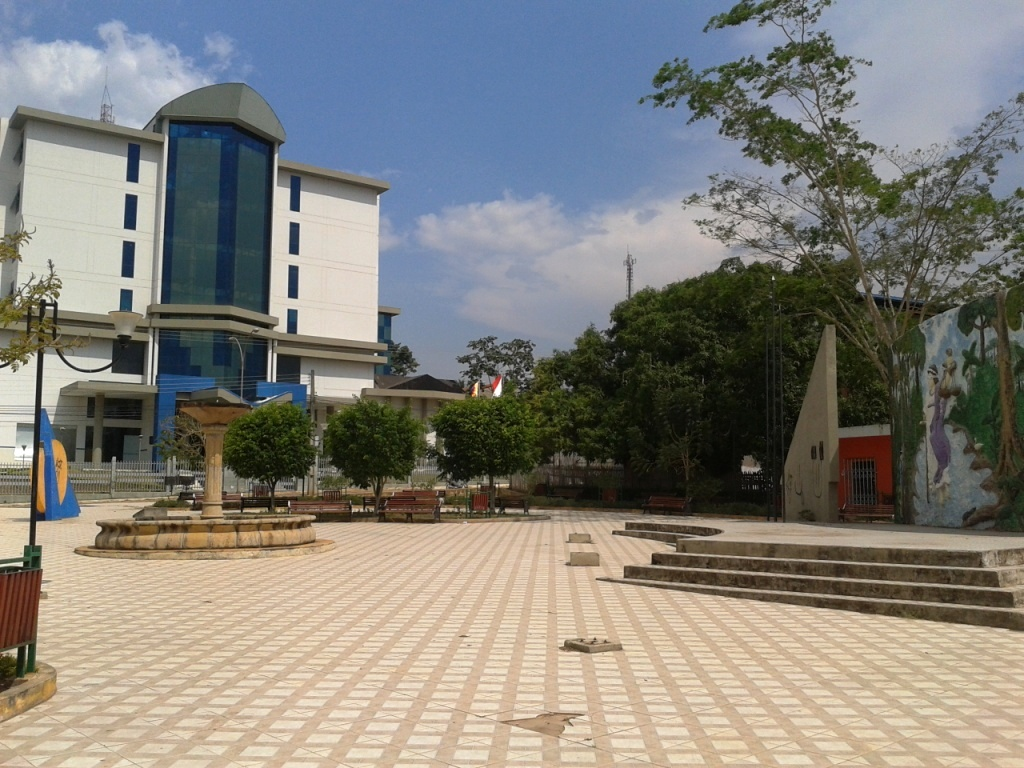
Palacio de Justicia de Pando inaugurado 11 de agosto de 2004

### Alcaldes
| Alcaldes de Cobija         | Situación                 | Periodo como alcalde -sa                       | Partido político |
| -------------------------- | ------------------------- | ---------------------------------------------- | ---------------- |
| Miguel Becerra Suárez      | Electo Democráticamente   | 30 de enero de 1992 - 30 de enero de 1994      | ADN              |
| Irán Arab Fadul            | Electo Democráticamente   | 30 de enero de 1994 - 30 de enero de 1996      | MNR              |
| José Samir Makaren Chávez  | Electo Democráticamente   | 30 de enero de 1996 - 30 de enero de 1998      | ADN-PDC          |
| Federico Aguilar Jiménez   | Interino Transitorio      | 30 de enero de 1998 - 30 de enero de 2000      | ADN-PDC          |
| Miguel Becerra Suárez      | Electo Democráticamente   | 30 de enero de 2000 - 30 de enero de 2005      | ADN              |
| Miguel Becerra Suárez      | Reelecto Democráticamente | 30 de enero de 2005 - 1 de octubre de 2005     | MAR              |
| Luis Adolfo Flores Roberts | Interino Transitorio      | 1 de octubre de 2005 - 30 de diciembre de 2009 | MAR              |
| Dayan Soria Lima           | Interino Transitorio      | 30 de diciembre de 2009 - 1 de junio de 2010   | MAR              |
| Ana Lucía Reis Melena      | Electa Democráticamente   | 1 de junio de 2010 - 30 de diciembre de 2014   | MAS-IPSP         |
| Carmelo Vargas Guerra      | Interino Transitorio      | 30 de diciembre de 2014 - 31 de mayo de 2015   | MAS-IPSP         |
| Luis Gatty Ribeiro Roca    | Electo Democráticamente   | 31 de mayo de 2015 - 3 de mayo de 2021         | PUD              |
| Ana Lucía Reis Melena      | Electa Democráticamente   | Desde el 3 de mayo de 2021                     | MTS              |

## Recursos hídricos

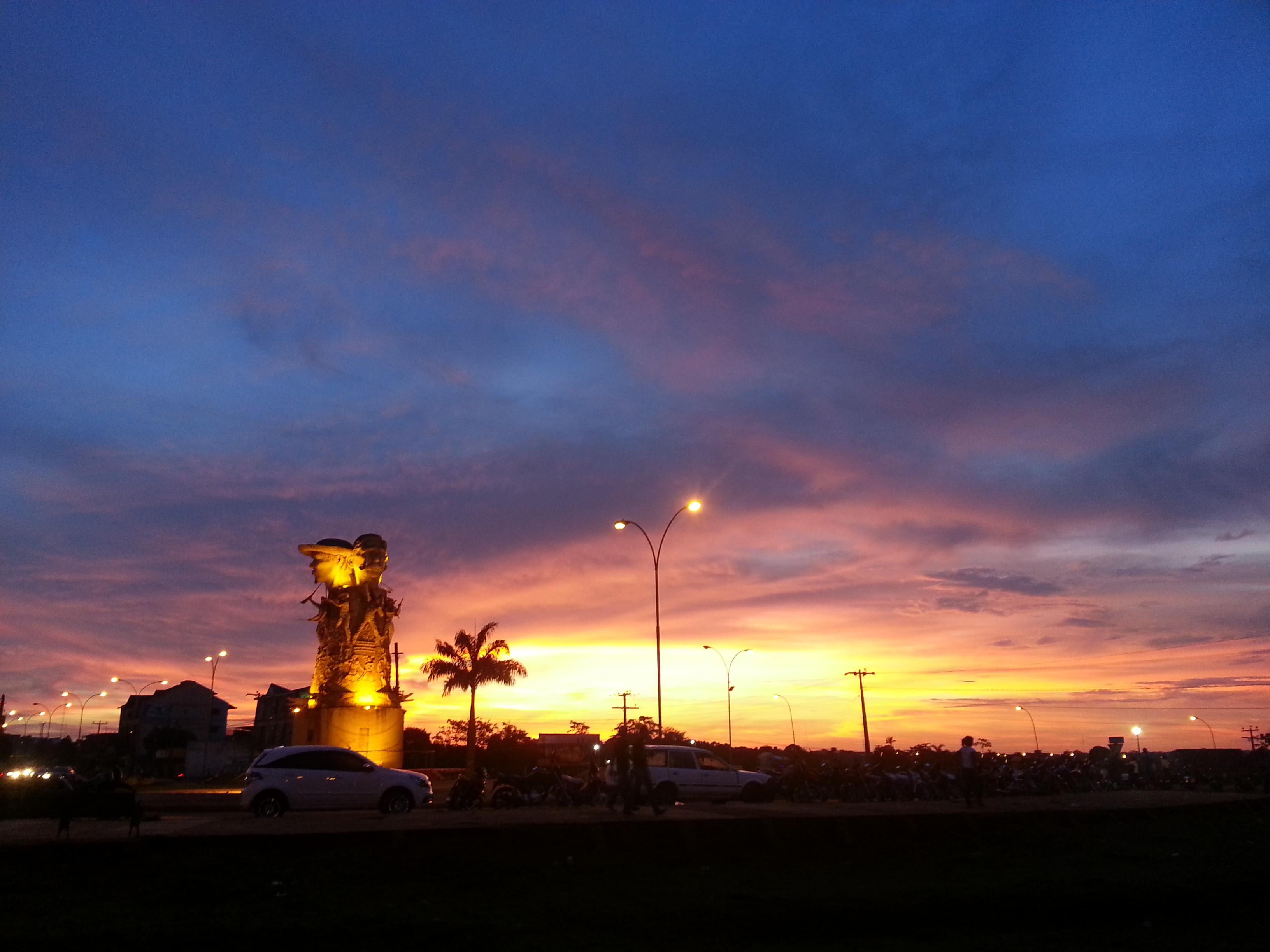
Monumento en homenaje a los héroes bolivianos de la Batalla de Bahía.

Para el abastecimiento de agua potable, la ciudad de Cobija se abastece desde el arroyo Bahía, en la frontera con el Brasil.
El arroyo Bahía tiene un caudal firme, de estiaje, de 0,7 m³/s, pero sus aguas en este período, por falta de dilución, están altamente contaminadas y turbias.

## Transporte
El aeropuerto Capitán Aníbal Arab Fadul es la terminal aérea de la ciudad, ubicada al suroeste de la ciudad, con vuelos a las principales ciudades del país operados por las aerolíneas Boliviana de Aviación y TAMep. En el suroeste de la ciudad está la terminal de buses que es el centro de llegada y salida de pasajeros que se trasladan vía terrestre.
Cobija se conecta con su par Brasileia al este en el lado de Brasil mediante el Puente de la Amistad que cruza el Río Acre. Hacia el departamento del Beni se conecta mediante la Ruta 13 que es asfaltada hasta la localidad de Porvenir, actualmente no existe una carretera entre el departamento de Pando y el departamento de La Paz.
El trasporte público está conformado por los denominados trufis, de los cuales todas las rutas pasan por la rotonda entre la avenida 9 de febrero (Ruta 13) y la avenida 27 de mayo.

## Ciudades hermanas
- Trinidad, Bolivia
- Tarija, Bolivia
- Santa Cruz de la Sierra, Bolivia
- Ceuta, España
- Marbella, España
- Murcia, España
- Gibraltar, Gibraltar
- Grosseto, Italia
- Palermo, Italia
- Catania, Italia
- Múnich, Alemania
- Lyon, Francia
- Marsella, Francia